# Николаенко, Александр Иванович
Александр Иванович Николаенко (30 сентября 1934 — 27 марта 2009) — советский учёный, журналист, критик, историк, краевед и общественный деятель. Лауреат премии Совета Министров СССР. Член Союза журналистов России, главный редактор историко-литературного альманаха «Вехи Таганрога». Член сборной СССР по шашкам (1959).
Депутат городского Совета (1990—1993), а затем депутат Городской думы (1994—1996, 1996—1998) Таганрога.
Больше десяти лет занимался поиском биографических сведений о писателе Несторе Кукольнике. Первым оценил огромное значение этой фигуры в истории русской литературы и «воскресил» для России забытого гения.

## Биография
Александр Иванович родился 30 сентября 1934 года в Запорожье, УССР, где в 1957 году окончил Запорожский машиностроительный институт.
Сразу после окончания института получил направление на Таганрогский комбайновый завод, где проработал 37 лет. Прошёл путь от помощника мастера до главного инженера Головного специализированного конструкторского бюро.
Служа в ГСКБ, Александр Иванович в 1978 году стал кандидатом наук, написал десятки научных трудов, а также удостоился премии Совета Министров СССР в 1984 году за работу в области материаловедения.
Начиная с 1957 года активно занимался общественной деятельностью, участвовал в работе представительных органов власти Таганрога.
С 1990 по 1993 г. был депутатом городского Совета, затем дважды — в 1994 и 1996 году — избирался депутатом Городской думы, параллельно возглавлял созданный им общественный фонд «За справедливость».
Скончался в ночь с 26 на 27 марта 2009 года в Ростове-на-Дону, где живёт его семья. Там же и был похоронен.

## Научная деятельность
Александр Иванович искренне любил Таганрог и вёл большую краеведческую и искусствоведческую работу.
Увлекся поиском могилы Нестора Кукольника, а узнав о загадочной смерти великого русского писателя и надругательстве над его останками и останками его жены, стал собирать всевозможные сведения, касавшиеся жизни и творчества Нестора Васильевича. Именно благодаря стараниям Николаенко были составлены библиографии работ Кукольника и различных публикаций о нём, исследованы книги, находившиеся в библиотеке писателя, обнаружено его последнее, никогда не издававшееся произведение «Гоф-Юнкер», собраны письма и изображения Нестора Васильевича, произведена опись музыкальных произведений на его стихи. На основании этих исследований в 1998 году Николаенко выпустил книгу «Кукольник и Таганрог», а в 1999 году «Н. Кукольник. Стихотворения», с собственными комментариями.
Другой заслугой Александра Ивановича, стало создание уникального в своём роде историко-литературного альманаха «Вехи Таганрога», главным редактором которого он впоследствии являлся.
А. И. Николаенко инициировал издание и создал концепцию «Энциклопедии Таганрога», являлся одним из её авторов, для второго издания которой написал 20 статей.

## Спорт
С юношества увлекся шашками. Мастер спорта по русским шашкам (1961). 8-кратный чемпион Ростовской области, многократный чемпион Таганрога.
Четыре раза участвовал в финале чемпионата СССР, дважды входил в десятку лучших шашистов страны, а в 1959 году — в сборную СССР.

## Награды и признание
Премия Совета Министров СССР. (1984 г.)
Медали «За доблестный труд» (1970 г.) и «Ветеран труда». (1986 г.)
31 июля 2012 года в Гоголевском переулке Таганрога, на здании издательства «Лукоморье», с которым он постоянно сотрудничал, в торжественной обстановке была открыта мемориальная доска памяти Александра Николаенко.

## Семья
Жена — Николаенко (Мещерякова) Тамара Александровна, 1933 года рождения, родилась в г. Ростове Дочь — Тарасова (Николаенко) Елена Александровна, 1959 года рождения, врач-педиатр I категории. Проживает в г. Ростов-на-Дону. Родители: отец Николаенко Иван Кириллович, 1912 года рождения, до ухода на пенсию работал начальником участка «Южэлектромонтаж» в г. Запорожье, мать Николаенко Ольга Семеновна, 1914 года рождения.